# Francesco Antonio Pistocchi
Francesco Antonio Mamiliano Pistocchi, zwany Pistocchino (ur. 1659 w Palermo, zm. 13 maja 1726 w Bolonii) – włoski kompozytor i śpiewak, kastrat (kontralt).

## Życiorys
Syn Giovanniego Pistocchiego, członka kapeli przy bazylice San Petronio w Bolonii. Był cudownym dzieckiem, wystąpił publicznie jako śpiewak w wieku 3 lat, mając 8 lat opublikował swój pierwszy zbiór utworów (Capricci puerili op. 1). W latach 1670–1675 był członkiem kapeli przy bazylice San Petronio jako sopran dziecięcy. W kolejnych latach występował jako śpiewak (kontralt) w Parmie, Rzymie, Bolonii, Modenie i Wenecji. Od 1686 do 1695 roku pozostawał w służbie na dworze książęcym w Parmie, następnie w latach 1696–1699 przebywał na dworze w Ansbach. W 1687 roku przyjęty został na członka bolońskiej Accademia Filarmonica, w 1708 i 1710 roku pełnił funkcję jej przewodniczącego. Od 1701 do 1708 roku ponownie był członkiem kapeli przy bazylice San Petronio w Bolonii. W 1702 roku otrzymał tytuł virtuoso di camera e di cappella na dworze księcia Toskanii Ferdynanda. W 1709 roku przyjął święcenia kapłańskie, w 1715 roku został członkiem Kongregacji Oratorianów w Forlì.
Do jego uczniów należeli Antonio Bernacchi, Annibale Pio Fabri i Giovanni Battista Martini.

## Ważniejsze kompozycje
(na podstawie materiałów źródłowych)

### Opery
- Il Leandro (wyst. Wenecja 1679, 2. wersja wyst. 1682)
- Il Narciso (wyst. Ansbach 1697)
- Le pazzie d’amore e dell’interese (wyst. Ansbach 1699)
- Le risa di Democrito (wyst. Wiedeń 1700)
- I Rivali generosi (wyst. Reggio Emilia 1710)

### Oratoria
- Sant’Adriano (wyst. Modena 1692)
- Maria vergine addolorata (wyst. Ansbach 1698)
- Il sacrificio di Gefte (wyst. Bolonia 1720)
- I Pastori al Presepe (wyst. Bolonia 1721)
- Davide (wyst. Bolonia 1721)

### Kantata
- La pace tra l’armi, sopresa notturna nel campo (wyst. Ansbach 1700)

### Utwory instrumentalne
- Capricci puerili saviamente composti e passeggiati in 40 modi sopra un baso d’un balleto, per il clavicembalo ed altri instrumenti (1667)
- Duetti e terzetti (1707)